# نهر آيدر

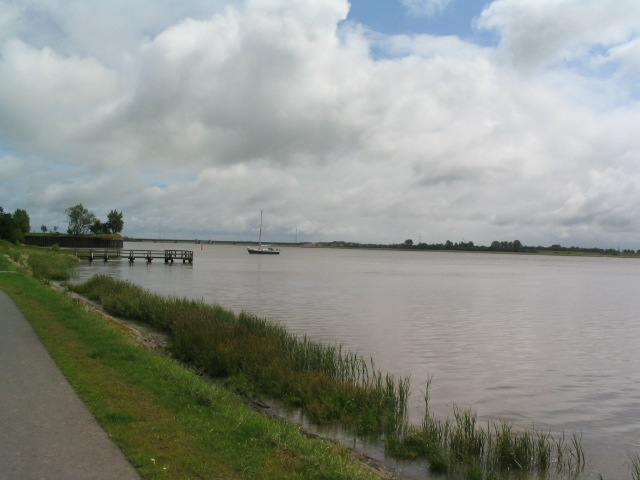
نهر آيدر

خارطة الدانمرك وشمال ألمانيا تظهر موقع نهر آيدر بين شلسفيك (باللون البرتقالي) وهولشتاين (باللون الأصفر)

نهر آيدر (بالألمانية: Eider، بالدانمركية: Ejderen) أطول نهر في ولاية شلسفيغ هولشتاين الألمانية. يبدأ النهر بالقرب من بلدة برودهولم حتى يصل إلى ضواحي بلدة كيل المطلة على شواطئ بحر البلطيق، ثم يتدفق إلى الغرب، وتنتهي في بحر الشمال. خصص الجزء الأوسط من نهر إيدر لاستخدامه كجزء من قناة كيل. يعبر نهر إيدر من خلال المدن التالية: رندسبورغ وفريدريشتات وتونينغ.